# Ferrocarril del Tajuña
El ferrocarril del Tajuña, también conocido como el ferrocarril de Aragón, fue una línea férrea española de vía estrecha que discurría entre Madrid y Alocén, en Guadalajara. Actualmente el trazado se encuentra desmantelado en su casi totalidad, si bien una pequeña sección se mantiene en servicio.
Esta línea nació originalmente como un ferrocarril que enlazaba Madrid con Arganda del Rey, inaugurado en 1886. A comienzos del siglo XX se planteó usar este trazado como base para conectar Madrid con Aragón y enlazar allí con el Ferrocarril Central de Aragón. No obstante, el proyecto nunca se llegó a concluir. En la práctica la línea completada nunca pasó de la localidad alcarreña de Alocén y acabó dando servicio a zonas poco pobladas. Tras la Guerra Civil el trazado entró en un profundo declive, llegando a cerrarse al tráfico varios tramos en los años de posguerra. Desde la década de 1960 la circulación quedó reducida mayormente al tramo Vicálvaro-Morata de Tajuña, limitada a fines industriales. Esta situación se mantuvo hasta su clausura en 1997.
En la actualidad la mayor parte del trazado original se encuentra desmantelado, si bien algunas estaciones e infraestructuras se mantienen en buen estado de conservación. En este sentido, una pequeña sección del ferrocarril del Tajuña se mantiene intacta y abierta al tráfico con fines turísticos. Otro tramo de 49 kilómetros de longitud, ya desmantelado, ha sido reconvertido para acoger la denominada vía verde del Tajuña.

## Historia

### Orígenes y construcción
Los orígenes del ferrocarril del Tajuña están en la concesión otorgada en 1880 por el Estado para la construcción de una línea de vía estrecha entre Madrid y Arganda del Rey a través de Vaciamadrid. El trazado fue inaugurado el 30 de julio de 1886, contando con una longitud de 27,14 kilómetros. El concesionario fue el ingeniero Juan Carlos Morillo, que en unión de otros hombres de negocios formaría la Compañía del Ferrocarril de Madrid a Arganda. Durante aquellos años el que empezó a conocerse como el «tren de Arganda» alcanzó cierta popularidad entre el público y tuvo bastante uso, a pesar de la lentitud de sus locomotoras. En 1888 sus propietarios solicitaron una nueva concesión para prolongar el trazado mediante un ramal que íria a Colmenar de Oreja y otro ramal que llegaría a Orusco, proyecto que las autoridades aprobaron. Sin embargo, debido a una serie de irregularidades, años después (1893) el Estado se hizo cargo de la línea a través de un consejo de incautación.
Paralelamente, en 1892 se había constituido en Madrid la Compañía del Ferrocarril del Tajuña, que aspiraba a construir un ferrocarril desde Arganda del Rey a Colmenar de Oreja contando con el soporte financiero de la Sociedad Belga de los Caminos de Hierro en España. La nueva empresa continuó los trabajos de construcción y el 25 de agosto de 1901 se inauguró el tramo Arganda-Morata de Tajuña. Además, ese mismo año el Estado subastó la línea Madrid-Arganda y la Compañía del Ferrocarril del Tajuña se hizo con el mismo, unificando todos los trazados bajo una misma gestión. El 23 de julio de 1902 se completó la construcción del trazado hasta Chinchón y el 25 de enero de 1903 el ferrocarril llegó a Colmenar de Oreja, tras lo cual quedó operativo este ramal. También en ese mismo año se inauguró el ramal de empalme con la red de ancho ibérico en Vicálvaro. La prolongación hasta Orusco tardó algún tiempo más, no siendo completada hasta 1910.

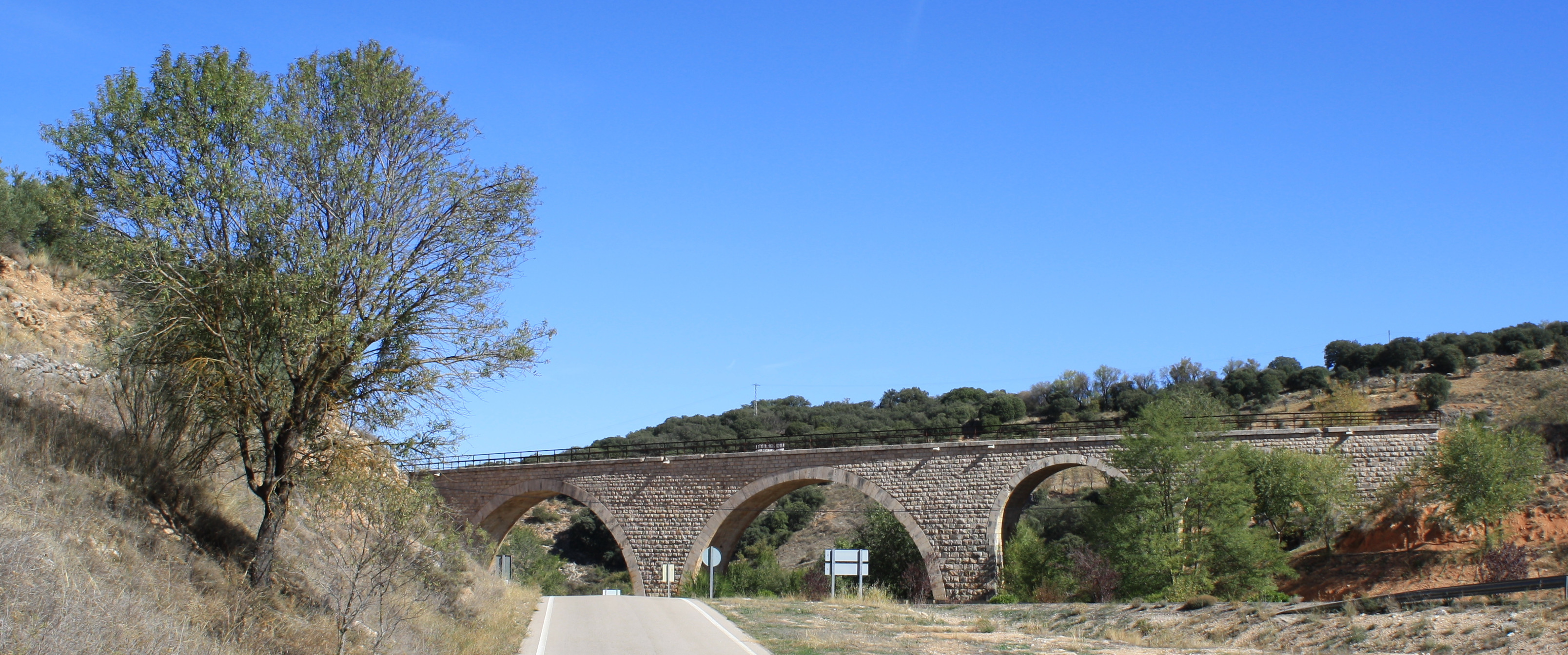
Viaducto de Mondéjar, situado en el tramo Ambite-Mondéjar, en 2009.

En ese momento se planteó la posibilidad de prolongar el trazado original por la Alcarria hasta llegar a Caminreal, en la provincia de Teruel, y enlazar allí con el Ferrocarril Central de Aragón. Ello se realizaría bajo el amparo de la normativa de ferrocarriles secundarios y con el apoyo del capital belga, aunque en la operación también intervinieron financieros y políticos españoles, como el conde de Romanones. Tras obtenerse una concesión del Estado, se iniciaron las obras. A lo largo de 1916 se inauguraron los tramos Orusco-Mondéjar, Mondéjar-Yebra y Yebra-Sayatón/Bolarque. En 1919 la dirección de la Compañía del Ferrocarril del Tajuña acordó cambiar el nombre de la sociedad al de «Compañía del Ferrocarril de Madrid a Aragón», más acorde con la nueva realidad del proyecto. La inauguración de los nuevos tramos del ferrocarril continuó: Sayatón/Bolarque-Anguix en 1917; Anguix-Auñón, en septiembre de 1919; Auñón-Sacedón, en abril de 1920.
Sin embargo, el alto coste de la construcción del ferrocarril por la escarpada orografía de La Alcarria, la falta de recursos financieros durante el transcurso de la Primera Guerra Mundial y la escasa rentabilidad prevista a la línea llevaron al declive del proyecto. Todos estos factores influyeron en el hecho de que las obras de la sección entre Orusco y Cifuentes avanzaran muy lentamente. El 27 de septiembre de 1921 se inauguró el tramo Sacedón-Alocén. Aunque en la zona de Cifuentes ya se encontraban iniciados los trabajos, la construcción acabaría siendo paralizada y el proyecto quedó aplazado sine die. En 1929 se planteó un nuevo intento para finalizar la prolongación del ferrocarril hasta Caminreal, aunque la matriz financiera belga se mostró poco partidaria ante la poca rentabilidad que ofrecería su explotación. Debido a ello, en 1931 la compañía solicitó al Estado que segregara el tramo Alocén-Cifuentes de su concesión.

### Explotación

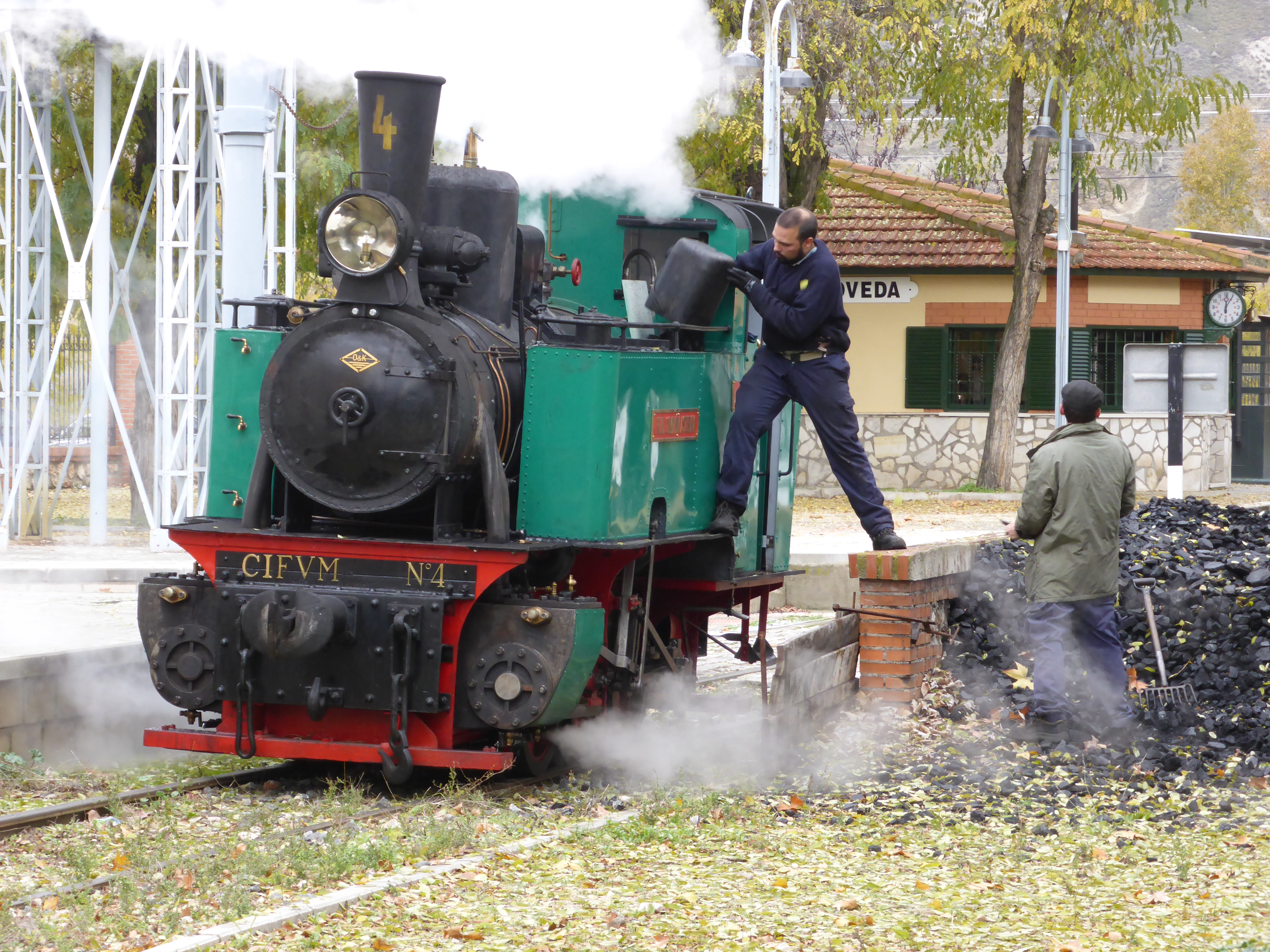
La locomotora «Áliva» maniobra en la estación de La Poveda, 2016.

Desde sus primeros años por el ferrocarril circuló un tráfico mixto de pasajeros y mercancías, que daba servicio principalmente a los pueblos del sureste de la provincia de Madrid. El ferrocarril permitió la llegada a los mercados de la capital de los productos agrícolas procedentes de la vega del Tajuña. También dio salida a parte de la producción de la factoría que la Azucarera de Madrid tenía en La Poveda y de las canteras situadas en la zona de Tajuña. El «tren de Arganda» movió mercancías tales como cereales, vino, fruta, hortalizas, verduras y remolacha azucarera, así como materiales de construcción (piedra caliza, arenas, grava o yesos).
Aunque el trazado quedó incompleto, la empresa propietaria del ferrocarril organizó servicios regulares entre Madrid y Alocén. Estos solían ser trenes mixtos que tardaban unas seis horas en realizar el recorrido entre la capital y Alocén, tanto a la ida como a la vuelta. Tras el estallido de la Guerra Civil, en 1936, el trazado quedó situado dentro de la zona republicana. Aunque el ferrocarril continuaría operando, durante la contienda una parte de sus infraestructuras entre Vaciamadrid y Morata de Tajuña se vio gravemente afectada. El caso más significativo fue el del puente de La Poveda, que fue dinamitado por los republicanos hacia el final de la contienda.
Durante los años de posguerra el «tren de Arganda» fue muy utilizado para la introducción en Madrid de alimentos y productos agrícolas procedentes del mercado negro. Se da la circunstancia de que en aquellos años creció considerablemente el tráfico, tanto de pasajeros como de mercancías, debido a la caída del transporte a motor por carretera. A pesar de ello, ya durante estos años comenzó la clausura de tramos del ferrocarril. El 12 de julio de 1943, con el inicio de las obras de construcción del embalse de Entrepeñas, fue clausurado el tramo Sacedón-Alocén, al que sucedió la clausura del tramo Auñón-Sacedón el 1 de octubre de 1946. Unos años después, el 1 de abril de 1953, se produjo la clausura del tramo entre Orusco y Auñón, procediéndose también a la suspensión del tráfico de viajeros. Debido a ello, la línea se mantuvo abierta exclusivamente para los servicios ferroviarios de mercancías. El 15 de noviembre de 1959 se clausuró al tráfico el tramo Morata de Tajuña-Orusco, incluido el ramal Tajuña-Colmenar de Oreja. Años después se procedió al levantamiento de la vía en las secciones clausuradas. Hay quien ha señalado que debido al hecho de que el ferrocarril del Tajuña se trataba de una línea de vía estrecha, ello impidió su enlace con la red de vía ancha de Madrid y, por tanto, su posible supervivencia.
En 1964 la empresa Cementos Portland Valderrivas adquirió el trazado de 34,5 kilómetros entre Vicálvaro y Morata de Tajuña, quedando desde ese momento el ferrocarril del Tajuña como una línea de uso exclusivamente industrial. La cabecera de la línea se situó en Vicálvaro, donde se instalaron las oficinas y talleres del ferrocarril, mientras que el tramo entre Madrid-Niño Jesús y Vicálvaro quedó cerrado a la circulación; años después las vías fueron levantadas y la estación de Niño Jesús quedó desmantelada. El tráfico ferroviario en el trazado todavía operativo se centró en el transporte de materiales desde las instalaciones de Portland en El Alto hasta la factoría de Vicálvaro, llegando a haber entre 24 y 28 circulaciones diarias. Esta situación se mantuvo invariable hasta comienzos de la década de 1990. En aquella época el crecimiento urbano de Madrid empezó a cercar la fábrica de Portland en Vicálvaro, así como el trazado ferroviario. El 7 de noviembre de 1997 se produjo la clausura del ferrocarril del Tajuña. La Comunidad de Madrid adquirió la propiedad del trazado para su reaprovechamiento de cara a una prolongación de la línea 9 del Metro de Madrid.

## Estado actual

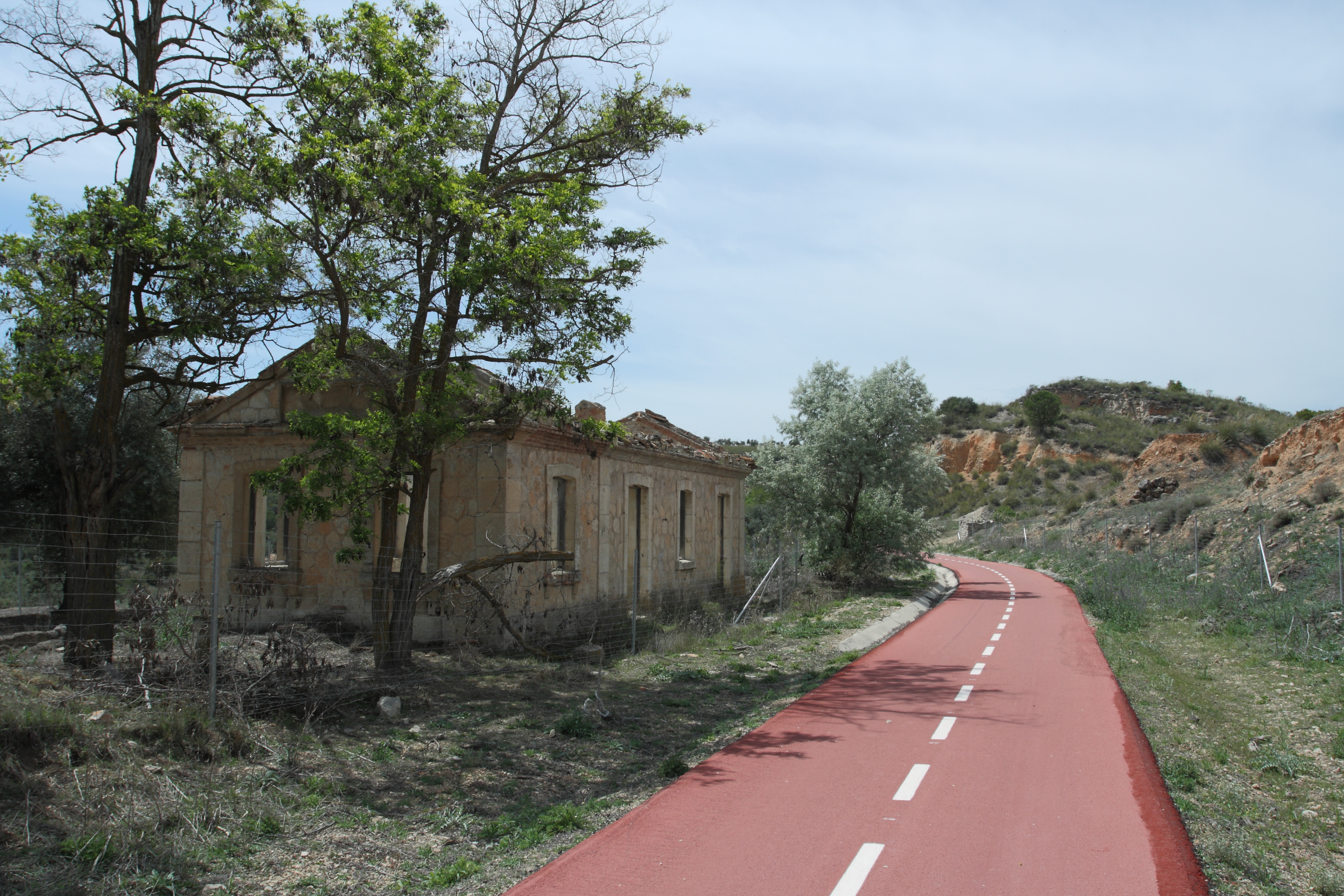
La vía verde a su paso junto a la antigua estación de Cornicabra.

En la actualidad el antiguo trazado se encuentra desmantelado en su casi totalidad. Muchas de las infraestructuras originales han desaparecido, si bien todavía se conservan numerosas estaciones, puentes, etc. Algunas estaciones —como las de Ambite, Sacedón u Orusco— han sido rehabilitadas para otros usos, mientras que otras —como la de Tajuña— se encuentran abandonadas o en desuso. Por su parte, un tramo de 47 kilómetros comprendido entre los términos municipales de Arganda del Rey y Ambite ha sido rehabilitado por la Comunidad de Madrid como sendero para permitir su uso peatonal y ciclista, la vía verde del río Tajuña. 
Un pequeño tramo comprendido entre La Poveda y la laguna del Campillo fue preservado para su uso con fines turísticos, el denominado el «Tren de Arganda», que inició su andadura en febrero de 2001. Para el recorrido se emplean locomotoras de vapor y vagones históricos, caso de las locomotoras «Arganda» y «Áliva», que parten de la estación de La Poveda. También se ha habilitado un edificio que funge como depósito de material y Museo del Ferrocarril de Arganda del Rey.

## Trazado y características
El ferrocarril del Tajuña llegó a tener una longitud total de 160 kilómetros, que incluían tanto a la vía general como al ramal Tajuña-Colmenar de Oreja. Poseía un ancho de 1000 milímetros, siendo por tanto de vía estrecha. A pesar de que el ferrocarril transitaba por una zona eminentemente llana, su trazado era muy accidentado, pues imperaban radios de curvatura excesivamente pequeños y pendientes cuyo perfil implicaba un mayor consumo de combustibles por parte de sus locomotoras. A lo largo de la línea se levantaron numerosos puentes para salvar los accidentes geográficos, destacando el puente ferroviario de La Poveda que cruza el río Jarama. En su momento el trazado llegó a contar con cerca de una treintena de estaciones y apartaderos, además varios apeaderos.
La cabecera de la línea se encontraba en la estación de Madrid-Niño Jesús, de carácter terminal, que disponía de numerosas instalaciones: edificio de viajeros, almacenes de mercancías, depósito de locomotoras, talleres generales, puente giratorio, etc. El trazado contaba con casi una treintena de estaciones, de entre las cuales sobresalían las de Arganda, Tajuña, Colmenar o Sayatón. La estación de Tajuña constituía un nudo ferroviario en el que se bifurcaban la vía general con el ramal que iba hasta Chinchón y Colmenar de Oreja. También existían varios apartaderos encargados de facilitar el cruce de trenes o de carácter industrial.
El ferrocarril del Tajuña mantuvo un enlace con la línea Madrid-Zaragoza, de ancho ibérico, a través de la estación de Vicálvaro-Empalme. Además, cabe señalar que durante el período de la Guerra Civil en Orusco de Tajuña se producía el cruce a mismo nivel con el ferrocarril estratégico Torrejón-Tarancón, de ancho ibérico, que fue construido durante la contienda como una línea alternativa para evitar el asedio franquista sobre la capital.

## Parque motor
A lo largo de su historia el ferrocarril llegó a disponer de un variopinto parque motor, en el que abundaban las locomotoras de vapor del tipo 0-3-0T de fabricación belga. También se llegaron a adquirir tres locomotoras tipo «Mallet», siendo el de Tajuña uno de los escasos ferrocarriles españoles de vía estrecha que poseyó este tipo de máquina. A comienzos de la década de 1950 se adquirieron a la constructora barcelonesa Maquinista Terrestre y Marítima (MTM) dos locomotoras tipo 1-3-1T, si bien estas no dieron un buen resultado. Hubo otra locomotora tipo 1-3-1T, fabricada por Borsig en 1907, que fue adquirida al ferrocarril de Minas de Cala.
En sus últimos tiempos se empezó a introducir la tracción diésel. Además de dos automotores fabricados por la factoría Carde y Escoriaza en 1935, la Compañía del Ferrocarril de Madrid a Aragón adquirió en 1956 seis locomotoras diésel-eléctricas tipo Bo-Bo. Estas máquinas serían sustituidas en 1974 por cinco locomotoras diésel-eléctricas, con una potencia mucho mayor (1200 CV), que tras la clausura del ferrocarril serían vendidas a FEVE e integradas en la llamada serie 1500.